# Vignoble de Vaux
Le Vignoble de Vaux (3 km au sud d'Auxerre), d'une petite cinquantaine d'hectares, a été réimplanté dans les années 1970. 

## Situation
Ce vignoble domine la vallée de l'Yonne. On y distingue des sols de Kimméridgien en coteaux, et des sols de type Portlandien sur les plateaux. Les coteaux sont exposés sud-sud-est et produisent du Bourgogne-côte-d'Auxerre. 

## Production
Ce terroir donne des vins rouges en pinot noir et des vins blancs en chardonnay.
Aujourd'hui, ce sont cinq viticulteurs qui se partagent ce vignoble : 
- le Domaine Madelin-Petit, qui pratique l'agriculture biologique ;
- le Domaine des Collines de Vaux, qui pratique l'agriculture biologique ;
- le Domaine Gerard Persenot, qui pratique une viticulture raisonnée ;
- le Domaine des Nantelles, qui pratique une viticulture raisonnée ;
- le Domaine Saint Pancrace, qui pratique une viticulture raisonnée.